# زهرا خدادادی
زهرا خدادادی (زاده ۱۲ فروردین ۱۳۶۵، ملکان) نمایندهٔ دورهٔ دوازدهم مجلس شورای اسلامی از حوزهٔ انتخابیهٔ ملکان در استان آذربایجان شرقی است که با کسب ۱۳۶۱۳ رأی به مجلس شورای اسلامی راه پیدا کرد.
وی که فرزند سلمان خدادادی نماینده دوره‌های پنجم، ششم، هفتم، هشتم و دهم مجلس شورای اسلامی است پیش‌تر مدیر بودجه شرکت نفت و گاز پارس بود که در پرونده زهرا نویدپور به 
دو سال انفصال از خدمت و ۹۹ ضربه شلاق محکوم گردید.